# Toevanen

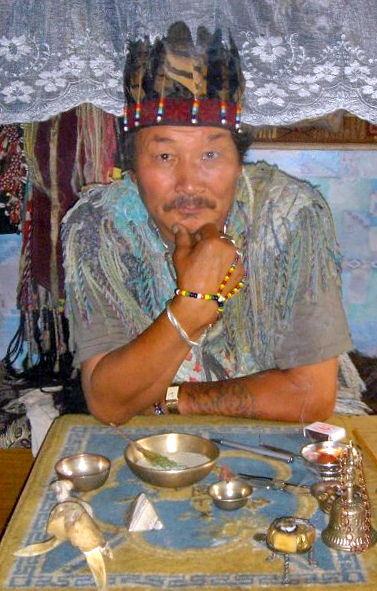
Sjamaan uit Kyzyl, 2005. Het Toevaanse sjamanisme heeft een heropleving doorgemaakt sinds de val van de Sovjet-Unie

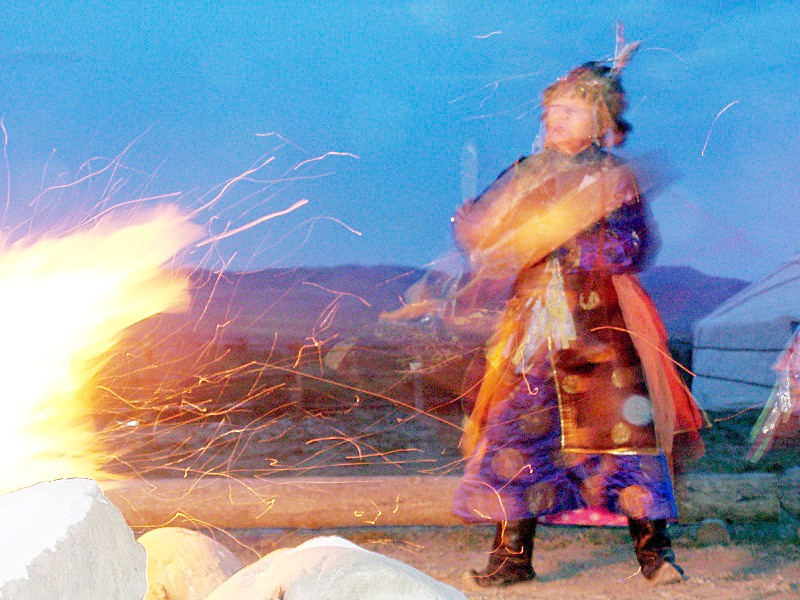
Sjamanen tijdens een vuurceremonie in Kyzyl, Toeva, Rusland

De Toevanen of Toevienen (in Toevaans: Тыва, Tyva) zijn een Turks volk, uit de gebergten Altaj en Sajan in het (zuiden van Siberië). Cultureel gezien zijn de Toevanen echter meer verwant met de Mongolen dan met andere Turkse volkeren. Volgens de volkstelling van 2010 woonden er 264.000 Toevanen in Rusland.
Van hen woonden er 250.000 in de republiek Toeva waar ze de meerderheid van de bevolking uitmaken. Historisch werd het volk der Toevanen ook "Oerjanchaj" genoemd.

## Taal
Het Toevaans is een Turkse taal en is verwant aan het Turks, het Tataars en het Oezbeeks.
Er zijn ook invloeden van het Mongools.
Sinds 1940 wordt het Cyrillisch alfabet gebruikt. In 2010 waren er 253.000 sprekers.

## Religie
Evenals de Mongolen belijden de Toevanen overwegend het Tibetaans boeddhisme (Vajrayana).
De sjamanistische gebruiken blijven ook belangrijk. Verder zijn natuurgodsdiensten en voorouderverering belangrijk.

## Bekend Toevaans persoon
Een bekende persoon uit Toeva is de generaal (in het Russische leger) en politicus Sergej Sjojgoe.